# Чезана-Париоль

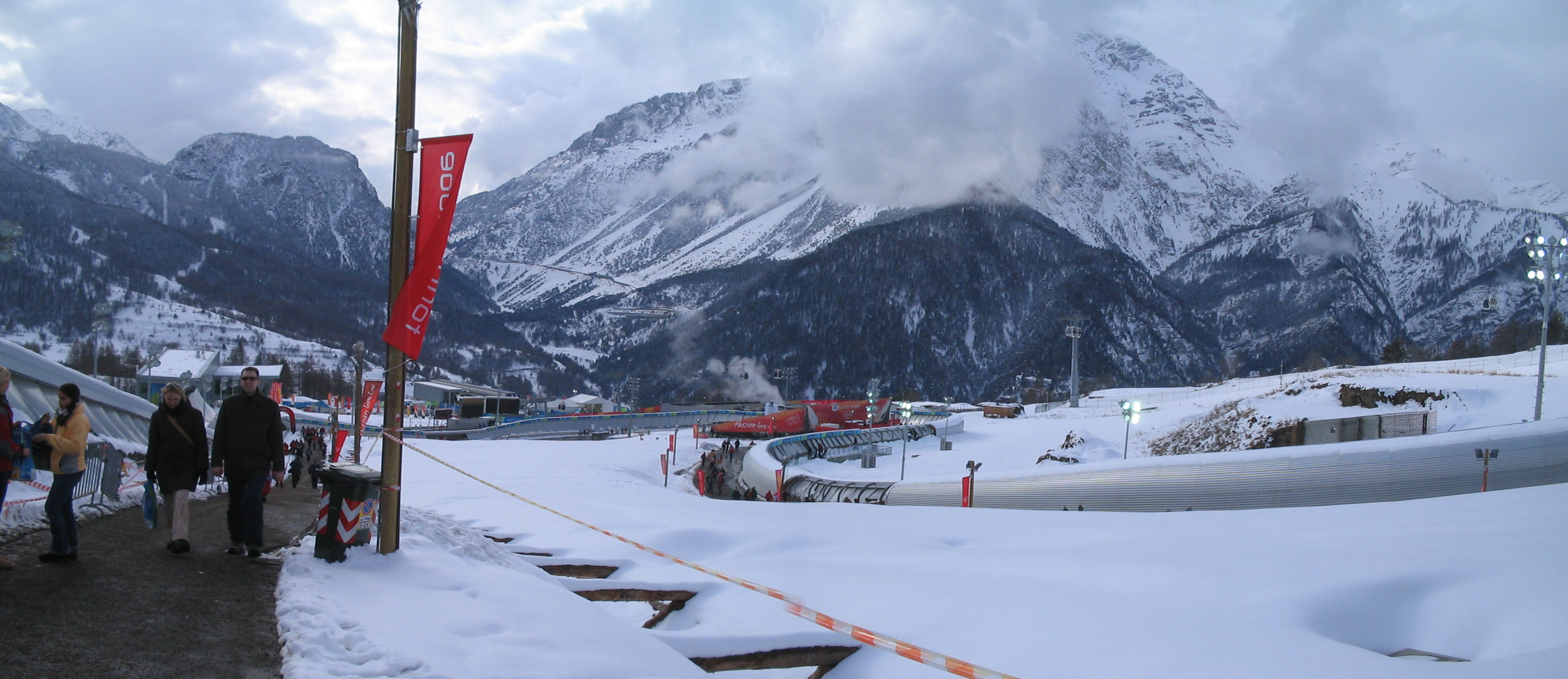
Участок трассы Чезана-Париоль от пятнадцатого поворота до девятнадцатого

Чезана-Париоль (итал. Cesana Pariol) — трасса для проведения соревнований по бобслею, санному спорту и скелетону, построенная к зимним Олимпийским играм 2006 года в Турине. Расположена в коммуне Чезана-Торинезе в 70 км к западу от Турина, вмещает 7130 зрителей, в том числе 3624 на сидячих местах.

## История
Строительство трассы началось сразу после избрания Турина местом проведения следующей Олимпиады. Была запроектирована длина 1435 м с девятнадцатью изгибами при общей высоте 114 м. Для поддержания требуемой температуры применена традиционная система охлаждения с аммиаком, на всей протяжённости трассы были установлены специальные датчики, предназначенные для поддержания толщины льда от 5 до 10 см. Строительство немного задержалось из-за археологических находок в районе одиннадцатого поворота — строителям пришлось ждать, пока археологи проведут полное исследование этого участка.
Объект сдали в эксплуатацию в декабре 2004 года, через месяц сюда проводить гомологацию приехали представители Международной федерации бобслея и тобоггана (FIBT) и Международной федерации санного спорта (FIL). В ходе испытаний трассы саночниками случилось несколько неприятных падений, в частности, австриец Вольфганг Лингер получил перелом лодыжки и малой берцовой кости, бразильский спортсмен Ренато Мидзогути с сотрясением мозга на три недели впал в кому, а представительница Американских Виргинских островов Энн Абернэти сильно повредила ключицу. После этих событий представители федераций выдвинули требование провести ряд мероприятий по обеспечению безопасности на трассе. В конце 2005 были проведены дополнительные работы в этом направлении, состоялась повторная гомологация — на сей раз успешная.
Олимпийские состязания прошли здесь без каких-либо проблем, и в дальнейшем трасса неоднократно использовалась для проведения различных соревнований самого высокого уровня. Например, в 2008 году здесь прошёл чемпионат Европы по санному спорту, а в 2011-м — чемпионат мира.

## Рекорды трассы
| Дисциплина                     | Рекорд | Спортсмены                         | Дата            | Время, с |
| ------------------------------ | ------ | ---------------------------------- | --------------- | -------- |
| Бобслей, мужчины-двойки        | Разгон | Беат Хефти, Томас Лампартер        | 5 декабря 2009  | 4,72     |
| Санный спорт, мужчины-одиночки | Разгон | Давид Мёллер                       | 29 января 2010  | 2,457    |
| Санный спорт, мужчины-одиночки | Финиш  | Альберт Демченко                   | 12 февраля 2006 | 51,396   |
| Санный спорт, женщины-одиночки | Разгон | Сильке Краусхар                    | 14 февраля 2006 | 4,320    |
| Санный спорт, женщины-одиночки | Финиш  | Натали Гайзенбергер                | 31 января 2010  | 46,817   |
| Санный спорт, мужчины-двойки   | Разгон | Тобиас Вендль, Тобиас Арльт        | 29 января 2010  | 4,258    |
| Санный спорт, мужчины-двойки   | Финиш  | Кристиан Оберштольц, Патрик Грубер | 30 января 2010  | 46,293   |
| Скелетон, женщины              | Финиш  | Шелли Рудман                       | 4 декабря 2009  | 58,71    |